# La Barra
La Barra är en tortyrmetod genom vilken man hänger upp sitt offer hängande fastknuten till arm- och benveck i en påle, så att blodtillförseln upphör till såväl armar som ben. Slutligen upphör även blodtillförseln till huvudet, då man inte längre orkar hålla det upprätt, utan låter det ge vika för tyngdlagarna